# Hotel Transilvanija 2
Hotel Transilvanija 2 (engl. Hotel Transylvania 2) je američki animirani film iz 2015. godine, kojeg je producirao Sony Pictures Animation. Prvi film je obavljen u 2012., treći u 2018.

## Sažetak
???

## Glasovi
| Ime             | Engleska inačica   | Hrvatska inačica |
| --------------- | ------------------ | ---------------- |
| Drakula         | Adam Sandler       | Dražen Čuček     |
| Maja            | Selena Gomez       | Iva Šulentić     |
| Ivica           | Andy Samberg       | Jan Kerekeš      |
| Denis           | Asher Blinkoff     | Jan Pentek       |
| Frank           | Kevin James        | Goran Grgić      |
| Mumi            | Keegan-Michael Key | Robert Ugrina    |
| Vuco            | Steve Buscemi      | Nenad Cvetko     |
| Zraki           | David Spade        | Janko Rakoš      |
| Vanda           | Molly Shannon      | Marija Škaričić  |
| Ecija           | Fran Drescher      | Mila Elegović    |
| Smanjena glava  | Luenell            | Ana Begić        |
| Ljerka          | Megan Mullally     | Sanja Marin      |
| Mate            | Nick Offerman      | Filip Šovagović  |
| Vlad            | Mel Brooks         | Pero Juričić     |
| Bela            | Rob Riggle         | Dražen Bratulić  |
| Danko           | Dana Carvey        | Damir Klemenić   |
| Krempi/Branko   | Chris Kattan       | Branko Meničanin |
| Vucka           | Sadie Sandler      | Eva Japundžić    |
| Fantom iz opere | Jon Lovitz         | Đani Stipaničev  |

Ostali glasovi: 
- Branko Smiljanić
- Robert Šantek
- Siniša Ružić
- Dunja Fajdić
- Mia Krajcar
- Bartol Budiša
- Fran Tot
- David Titan Dragović
- Luka Peroš
- Dražen Šivak
- Jelena Kuljančić

- Sinkronizacija: Livada Produkcija
- Prijevod, adaptacija, prepjev i glazbena režija: Goran Kuretić
- Redatelj dijaloga: Ivan Plazibat
- Organizacija produkcije: Denin Serdarević
- Supervizor sinkronizacije: Jody Toll